# Ligne Kamiiida
La ligne Kamiiida (上飯田線, Kamiiida-sen) est une ligne du métro de Nagoya au Japon. Également ligne 7 du réseau, elle ne comporte que deux stations : Kamiiida et Heian-dōri dans l'arrondissement de Kita à Nagoya. Sur les cartes, la ligne est identifiée avec la lettre K et sa couleur est rose.

## Histoire
La ligne Kamiiida a été inaugurée 27 mars 2003.

## Caractéristiques

### Ligne
- Écartement : 1 067 mm
- Alimentation : 1 500 V par caténaire
- Vitesse maximale : 75 km/h

### Interconnexion
La ligne est interconnectée avec la ligne Komaki de la Meitetsu. les services entre les 2 lignes sont communs.

### Stations

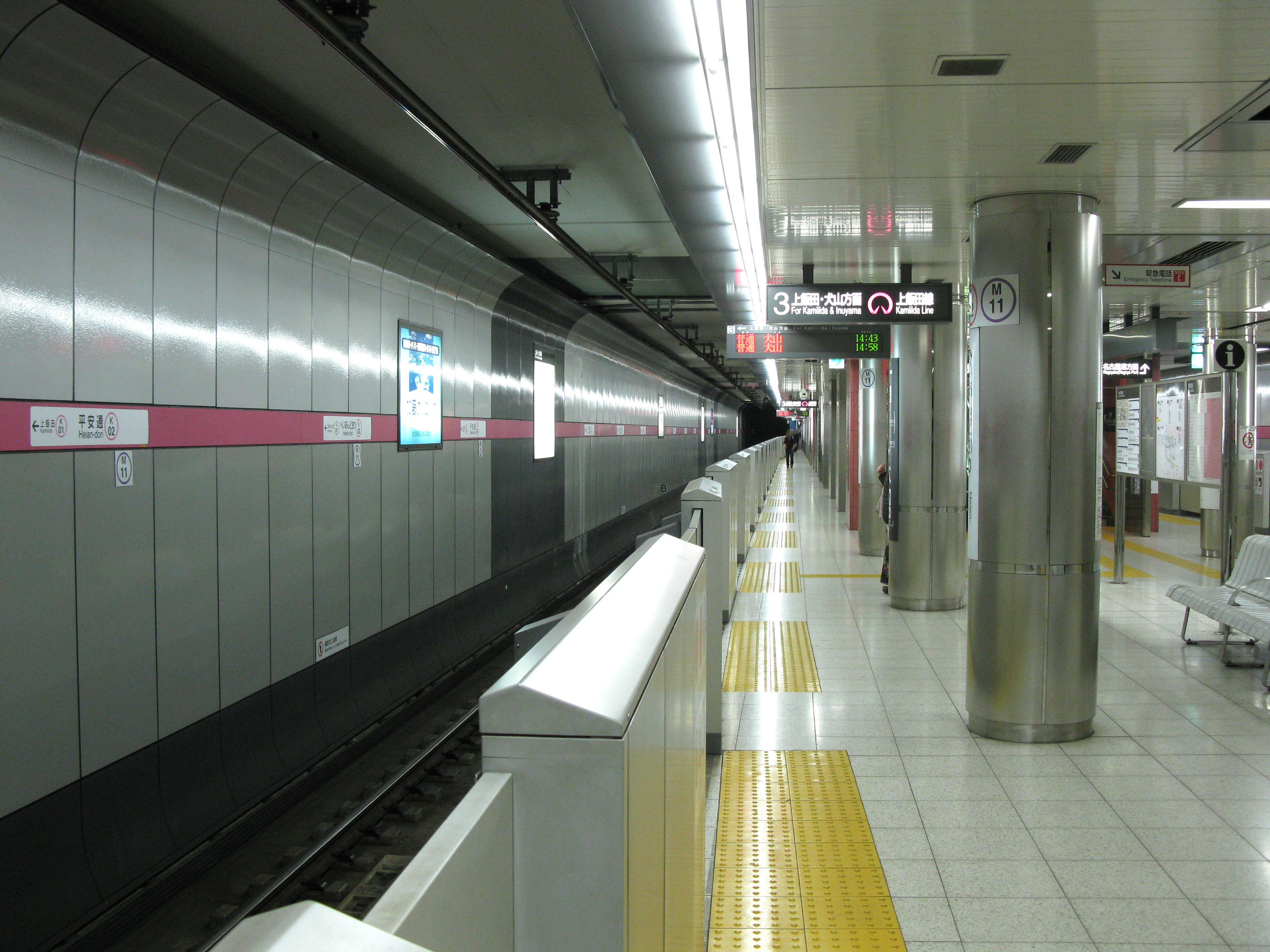
La ligne Kamiiida à Heian-dōri

La ligne Kamiiida comporte 2 stations, identifiées K01 et K02.
| Numéro | Station    | Nom japonais | Distance (km) | Correspondances                    | Arrondissement |
| ------ | ---------- | ------------ | ------------- | ---------------------------------- | -------------- |
| K01    | Kamiiida   | 上飯田       | 0             | Meitetsu : Komaki (interconnexion) | Kita           |
| K02    | Heian-dōri | 平安通       | 0,8           | Métro de Nagoya : Meijō            | Kita           |

## Matériel roulant

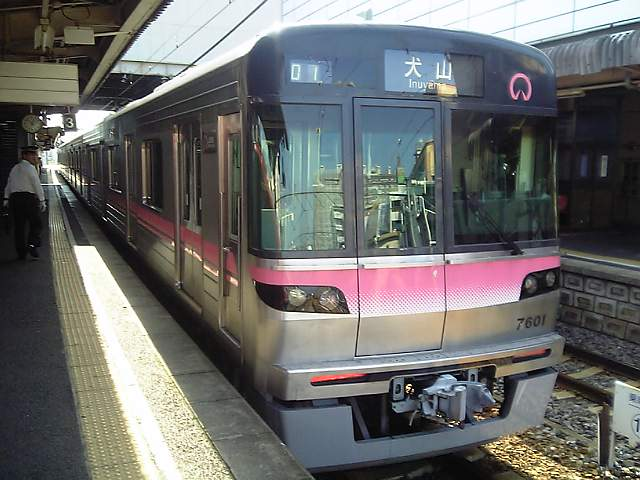
Série 7000
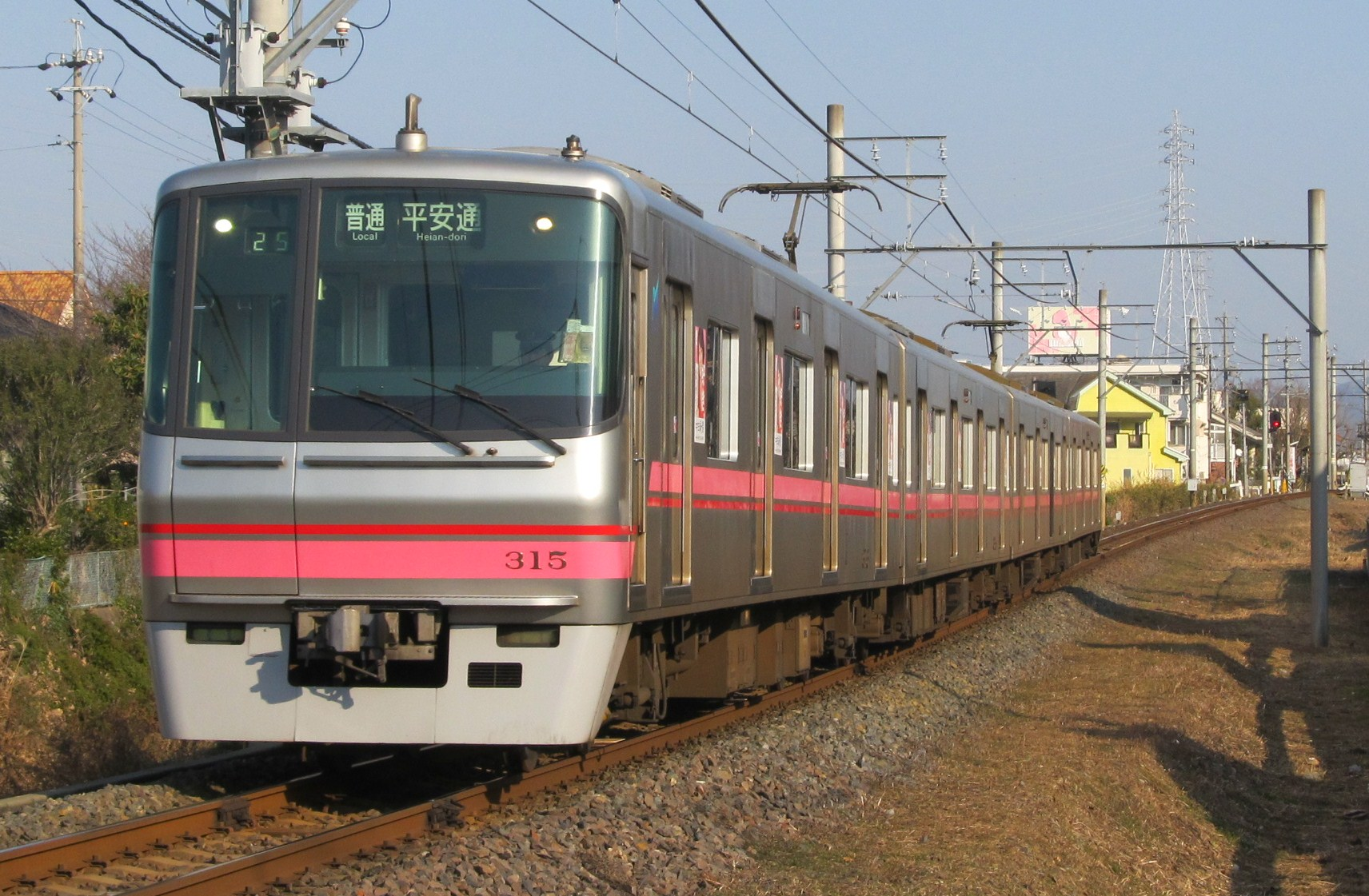
Meitetsu série 300